# Fussball Club Vaduz
Il Fussball Club Vaduz, meglio noto come Football Club Vaduz o più semplicemente come Vaduz, è una società calcistica liechtensteinese con sede nella città di Vaduz. Milita nella Challenge League, seconda serie del campionato svizzero di calcio.
Inoltre prende regolarmente parte alla Coppa del Liechtenstein, che dava accesso al secondo turno preliminare dell'Europa League fino al 2020, dato che dal 2021 la vincitrice prende parte alla Conference League e della quale è la squadra con più affermazioni, avendola conquistata per 51 volte, record di successi a livello mondiale per le coppe nazionali. Disputa le partite casalinghe nello stadio nazionale del Liechtenstein, il Rheinpark Stadion.
Nei tempi passati, la maggior parte dei giocatori era natia del Liechtenstein, tanto che la squadra veniva considerata come il "vivaio" della nazionale alpina. Attualmente, tuttavia, è aumentato il numero di giocatori stranieri che vestono la maglia di questa formazione, e la prima squadra è composta per lo più da giocatori provenienti dai più diversi Paesi.
Attualmente il capitano del FC Vaduz è il portiere Benjamin Büchel, titolare anche nella Nazionale di calcio del Liechtenstein.

## Storia
Il Vaduz venne fondato il 14 febbraio 1932 e il suo primo presidente fu Johann Walser. Disputò la sua prima partita di allenamento il 24 aprile di quello stesso anno, a Balzers, vincendo per 2 a 1 contro la squadra di casa. Nel 1933 la squadra prese parte per la prima volta ai campionati di calcio in Svizzera, risalendo lentamente le varie categorie. Nel 1949 vinse la sua prima Liechtensteiner Cup e nel 1960 approdò alla Prima Lega elvetica grazie alla promozione in seconda divisione.
Nel 1992 si affacciò per la prima volta al calcio europeo, prendendo parte alla Coppa delle Coppe essendo vincitrice della Liechtensteiner Cup. Questa prima esperienza europea vide la squadra sconfitta al primo turno, con un passivo di 12 a 1 nei confronti della squadra ucraina del Čornomorec' Odessa. La successiva qualificazione alla Coppa delle Coppe avvenne nel 1996-1997 e in questa occasione la squadra riuscì a passare il primo turno, sconfiggendo l'Universitate Rīga (Lettonia) per 5 a 3, ma venendo poi battuta al secondo turno dal Paris Saint-Germain per 7 a 0.
Dopo l'abolizione della Coppa della Coppe, nel 1999 prese parte ai preliminari della UEFA Europa League, essendo l'unica squadra professionista del Liechtenstein. Solo nel 2002 riuscì a sfiorare l'accesso alle fasi successive, pareggiando però 0-0 la partita decisiva contro gli scozzesi del Livingston, in un incontro che ebbe anche strascichi polemici a causa di un gol segnato dal Vaduz allo scadere del tempo regolamentare e non convalidato dall'arbitro, gol che avrebbe altrimenti permesso alla squadra del Principato di superare il turno. Venne così eliminata dopo l'1-1 della gara casalinga.
Il 12 maggio 2008 è la data della storica promozione in Super League, una volta che riuscì a scavalcare in classifica il Bellinzona, reduce dall'estenuante cavalcata nella Coppa Svizzera.
Nella stagione 2009-2010 riuscì nella storica impresa di passare al terzo turno preliminare di Europa League dopo la vittoria contro gli scozzesi del Falkirk ai tempi supplementari per 2-0 dopo aver perso in Scozia per una rete a zero.
Il miracolo venne ripetuto nella stagione 2011-2012, dove la squadra riuscì a passare il turno contro i serbi del Vojvodina ribaltando la sconfitta per 2-0 dell'andata con un 1-3 al ritorno.
Nella stagione 2013-2014 il Vaduz di Giorgio Contini si classifica primo in Challenge League, guadagnandosi la promozione in Super League, che arriva il 4 maggio 2014, con quattro giornate di anticipo.
Nella stagione 2014-2015 il Vaduz, sempre guidato da Giorgio Contini, partecipa al primo turno preliminare di Europa League come vincitore della coppa del Liechtenstein e lo supera battendo il College Europa per 3-0 in casa e 1-0 a Gibilterra. Al secondo turno preliminare viene sconfitto per 3-2 in Polonia dal Ruch Chorzów ed esce dalla competizione dopo lo 0-0 al Rheinpark Stadion.
Prende parte alle qualificazioni per la fase a gironi di UEFA Europa League 2018-2019. Qui elimina il Levski Sofia con una vittoria per 1-0 in casa ed una sconfitta per 3-2 in Bulgaria (regola dei gol in trasferta), ma al turno seguente viene sconfitto dai lituani dello Žalgiris. In questo cammino europeo eguaglia il record per numero di turno passati, ovvero uno, già fatto altre due volte.
Sempre vincendo la Coppa del Liechtenstein riesce ad ottenere la partecipazione alla UEFA Europa League 2019-2020,dove nel primo turno elimina gli islandesi del Breidablik, e nel secondo in rimonta gli ungheresi il Videoton, nettamente favoriti. Nel terzo turno affronta i tedeschi dell'Eintracht Francoforte, ma viene battuto. Termina così li il cammino del Fussball Club Vaduz in UEFA Europa League. Nella stagione 2022-2023, dopo aver eliminato Koper e Konyaspor, giunge per la prima volta al turno di playoff di UEFA Conference League dove trova il Rapid Vienna: l'andata finisce 1-1, mentre al ritorno in Austria riesce a vincere per 1-0, portando per la prima volta una squadra del Liechtenstein ai gironi di una competizione UEFA.

## Colori e simboli
Il colore sociale del Vaduz è il rosso scuro; nelle partite fuori casa alternano invece una maglia nera ad una bianca.

### La maglia

#### Maglie storiche

##### Casa
| 2012-2013 | 2013-2014 | 2014-2015 | 2015-2016 | 2016-2017 | 2017-2018 | 2018-2019 |

##### Trasferta
| 2012-2013 | 2013-2014 | 2014-2015 | 2015-2016 | 2016-2017 | 2017-2018 | 2018-2019 |

## Palmarès

### Competizioni nazionali
- Coppa del Liechtenstein: 51  (record)

1948-1949, 1951-1952, 1952-1953, 1953-1954, 1955-1956, 1956-1957, 1957-1958, 1958-1959, 1959-1960, 1960-1961, 1961-1962, 1965-1966, 1966-1967, 1967-1968, 1968-1969, 1969-1970, 1970-1971, 1973-1974, 1979-1980, 1984-1985, 1985-1986, 1987-1988, 1989-1990, 1991-1992, 1994-1995, 1995-1996, 1997-1998, 1998-1999, 1999-2000, 2000-2001, 2001-2002, 2002-2003, 2003-2004, 2004-2005, 2005-2006, 2006-2007, 2007-2008, 2008-2009, 2009-2010, 2010-2011, 2012-2013, 2013-2014, 2014-2015, 2015-2016, 2016-2017, 2017-2018, 2018-2019, 2021-2022, 2022-2023, 2023-2024, 2024-2025
- Challenge League: 3

2002-2003, 2007-2008, 2013-2014
- Prima Lega: 2

1999-2000, 2000-2001

### Altri piazzamenti
- Challenge League:

Secondo posto: 2003-2004, 2004-2005, 2019-2020
Terzo posto: 
023-2024
- Campionato svizzero di First League

Secondo posto: 1983-1984, 1998-1999
Terzo posto: 1962-1963, 1967-1968, 1971-1972, 1980-1981
- Coppa del Liechtenstein:

Finalista: 1945-1946, 1946-1947, 1947-1948, 1949-1950, 1950-1951, 1954-1955, 1971-1972, 1976-1977, 1983-1984, 1986-1987, 1990-1991, 1996-1997, 2011-2012, 2019-2020

## Statistiche e record

### Statistiche nelle competizioni UEFA
Tabella aggiornata alla stagione 2024-2025.
| Competizione                  | Partecipazioni | G  | V  | N  | P  | RF | RS |
| ----------------------------- | -------------- | -- | -- | -- | -- | -- | -- |
| Coppa delle Coppe             | 4              | 10 | 0  | 2  | 8  | 4  | 40 |
| Coppa UEFA/UEFA Europa League | 22             | 71 | 22 | 16 | 34 | 83 | 98 |
| UEFA Europa Conference League | 4              | 18 | 3  | 7  | 8  | 21 | 29 |

## Organico

### Rosa 2024-2025
| N. |                          | Ruolo | Calciatore                 |
| -- | ------------------------ | ----- | -------------------------- |
| 1  | Liechtenstein (bandiera) | P     | Benjamin Büchel (capitano) |
| 3  | Francia (bandiera)       | D     | Anthony Goelzer            |
| 4  | Liechtenstein (bandiera) | C     | Nicolas Hasler             |
| 5  | Austria (bandiera)       | C     | Anes Omerovic              |
| 6  | Albania (bandiera)       | C     | Denis Simani               |
| 7  | Svizzera (bandiera)      | A     | Merlin Hadzi               |
| 8  | Liechtenstein (bandiera) | C     | Sandro Wieser              |
| 9  | Austria (bandiera)       | A     | Manuel Sutter              |
| 10 | Svizzera (bandiera)      | A     | Tunahan Çiçek              |
| 13 | Svizzera (bandiera)      | D     | Kevin Iodice               |
| 14 | Serbia (bandiera)        | C     | Milan Gajić                |
| 17 | Svizzera (bandiera)      | C     | Joël Ris                   |

| N. |                          | Ruolo | Calciatore       |
| -- | ------------------------ | ----- | ---------------- |
| 21 | Kosovo (bandiera)        | D     | Arbenit Xhemajli |
| 23 | Germania (bandiera)      | C     | Dario Ulrich     |
| 24 | Svizzera (bandiera)      | D     | Cédric Gasser    |
| 25 | Liechtenstein (bandiera) | P     | Gabriel Foser    |
| 27 | Nigeria (bandiera)       | A     | Franklin Sasere  |
| 28 | Liechtenstein (bandiera) | D     | Lars Traber      |
| 29 | Germania (bandiera)      | D     | Gabriel Isik     |
| 31 | Svizzera (bandiera)      | C     | Lorik Emini      |
| 42 | Svizzera (bandiera)      | P     | Gion Chande      |
| 47 | Svizzera (bandiera)      | C     | Fabio Fehr       |
| 74 | Svizzera (bandiera)      | A     | Elmin Rastoder   |
| 77 | Austria (bandiera)       | C     | Kristijan Dobras |